# 比德諾斯冰原島峰

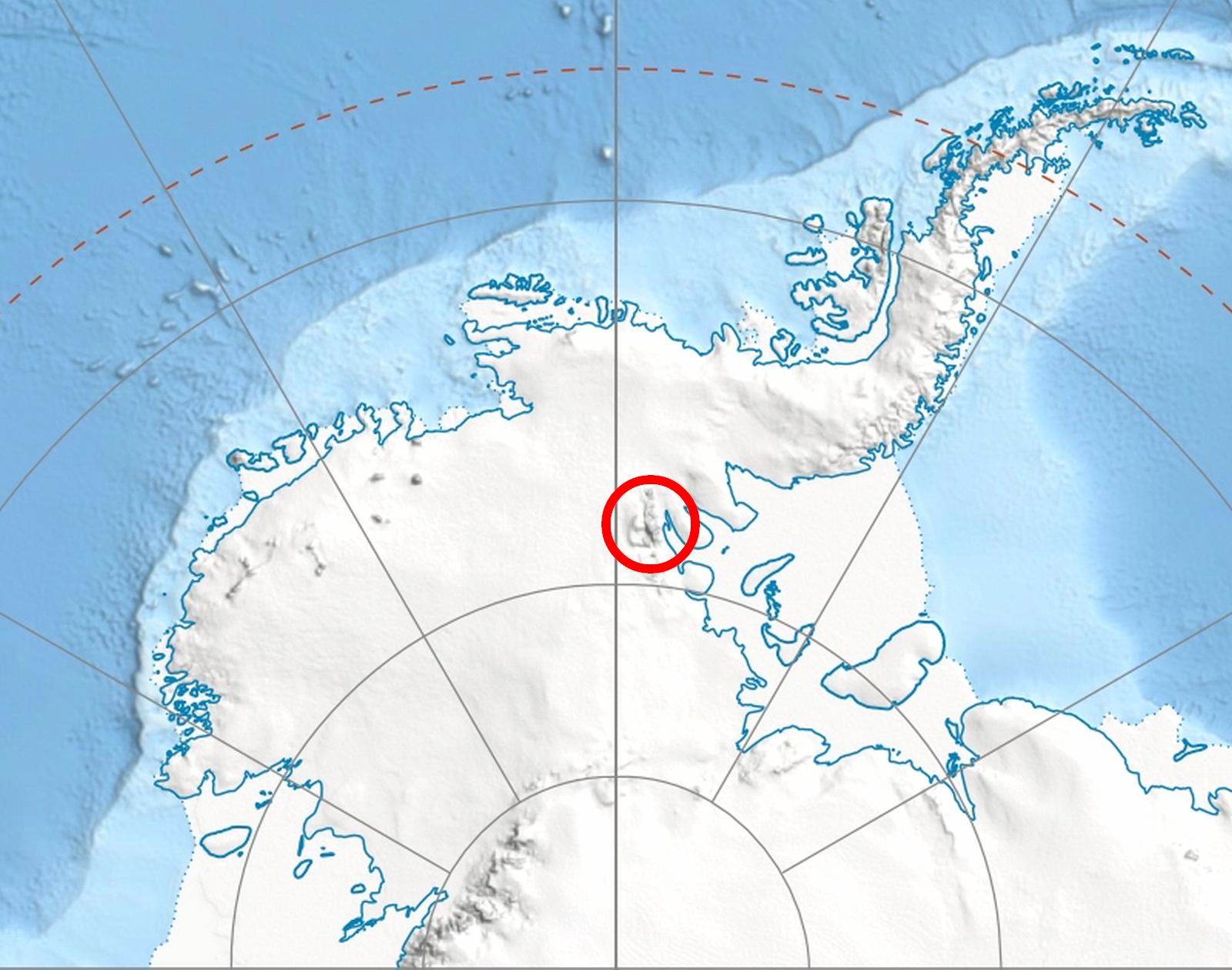

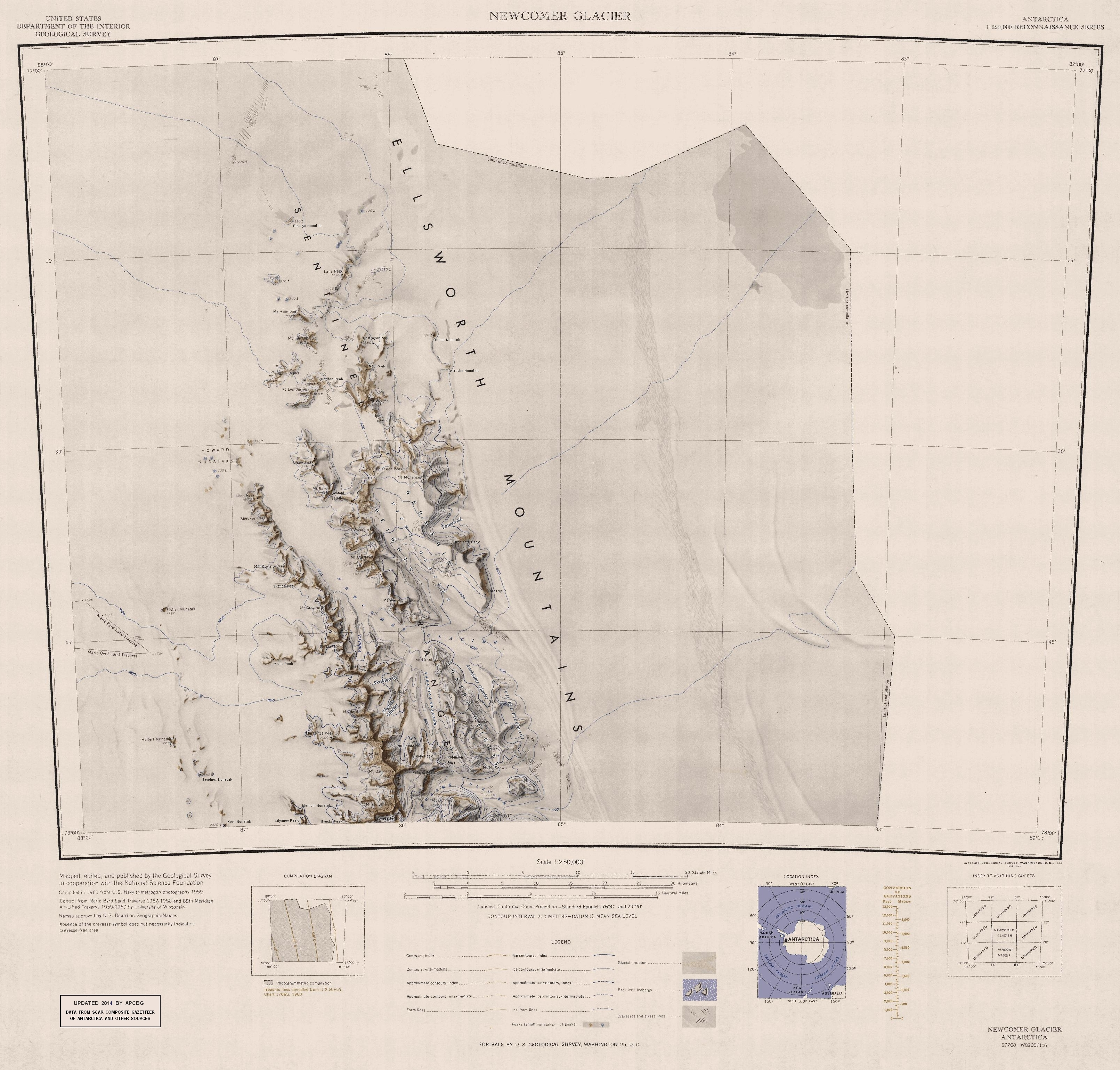

比德諾斯冰原島峰（英語：Beadnos Nunatak），是南極洲的冰原島峰，位於埃爾斯沃思地，處於赫爾弗特冰原島峰東南面6.64公里、穆爾薩利察峰西南面20.78公里、達爾林普爾山以西29公里和科維爾冰原島峰西北面9公里，屬於埃爾斯沃思山脈中森蒂納爾嶺的一部分，海拔高度2,180米，現時由南極條約體系管理。